# Geerling Daniëls
Gerlacus "Geerling" Daniëls (Schinnen, 8 april 1696 – aldaar, 28 januari 1751), ook wel Geerlingh Daniëls genoemd, was een leider van de bende van Bokkenrijders.

## Eerste bende Bokkenrijders (1730–1742)
De eerste bende Bokkenrijders is rond 1730 in Wolfhagen ontstaan, waar Geerling Daniëls destijds woonde. De bende is ontstaan doordat mensen in slechte economische omstandigheden verkeerden en door middel van strooptochten zich in leven probeerden te houden. Doordat er, voornamelijk in Zuid-Limburg, veel heerlijkheden met eigen bevoegdheden waren, had elk gebied zijn eigen justitie. Hierdoor was de kans dat men gepakt werd klein, maar waren de gevolgen voor degenen die gepakt werden gruwelijk.
Wolfhagen was destijds ook de plaats waar de bokkenrijders rituelen pleegden, getuige de volgende verklaring van een bendelid:

Dat hij de eed heeft gedaan in het boske achter Wolfhagen, toen aldaer een keertse (kaars) in een dode hand staande werd aangestoken en op een neusdoek op de grond gezet, en daar naast een dooske waarin een grote en een kleine geconsacreerde hostie, dat hij gedetineerde moest beloven van geen kameraden te beklappen waar het ook zo dat zij zouden gevangen worden en door de tortuur (martelen) daartoe gedwongen, ten dien einde God afzwerende en de Duivel toe, toen opstekende de twee voorste vingeren en de duim van de rechterhand en zo zij zouden gevangen worden en door de tortuur moesten bekennen en ter dood werden gebracht dat zij alsdan alles zouden herroepen.

Rond 1742 stuurde justitie dagvaardingen naar diverse rechtbanken om diverse vermeende Bokkenrijders aan te houden. In totaal werden 175 personen gearresteerd die in de periode september tot en met december 1743 terecht werden gesteld.
De eerste bende bokkenrijders werd hiermee bijna volledig uitgeroeid.

## Tweede bende Bokkenrijders (1749–1751)
Geerling Daniëls wist in 1743 aan justitie te ontkomen en begon rond 1749 enkele oude complicen (bendeleden) te ronselen. Hij slaagde erin om een nieuwe, tweede bende op te richten waarvan hij onderkapitein werd.
Deze bende heeft slechts drie misdrijven begaan. De laatste, in Gulpen op 21 januari 1751, is Geerling Daniëls fataal geworden. Op de vlucht voor justitie stak hij zich tweemaal in de buik. Hij werd gearresteerd en gedetineerd in kasteel Terborg op 22 januari 1751. Op 28 januari 1751 overleed hij aan zijn verwondingen.

## Varia
- Over Daniëls zong Armand het nummer Geerling Daniëls.[(sinds) wanneer?]